# 27338 Malaraghavan
27338 Malaraghavan este un asteroid din centura principală de asteroizi.

## Descriere
27338 Malaraghavan este un asteroid din centura principală de asteroizi. A fost descoperit pe 6 februarie 2000 la Socorro, New Mexico, în cadrul proiectului LINEAR. Asteroidul prezintă o orbită caracterizată de o semiaxă mare de 2,68 ua, o excentricitate de 0,11 și o înclinație de 9,8° în raport cu ecliptica.